# Djogou Akoulassi Tao
Djogou Akoulassi Tao (– zm. 9 listopada 2022) – togijski piłkarz grający na pozycji środkowego obrońcy. W swojej karierze grał w reprezentacji Togo.

## Kariera klubowa
W swojej karierze piłkarskiej Akoulassi Tao grał w rodzimych klubach Gomido FC (1980-1982) i OC Agaza (1983-1984) oraz francuskich LB Châteauroux (1985-1988) i AS Sarreguemines (1988-1991). Wraz z OC Agaza wywalczył mistrzostwo Togo w 1984 roku.

## Kariera reprezentacyjna
W 1984 roku Akoulassi Tao został powołany do reprezentacji Togo na Puchar Narodów Afryki 1984. Na tym turnieju zagrał w trzech meczach grupowych: z Wybrzeżem Kości Słoniowej (0:3), z Kamerunem (1:4) i z Egiptem (0:0).